# Vas a verme por la tele
«Vas a verme por la tele» es un sencillo del álbum de Los Planetas Unidad de desplazamiento.

## Lista de canciones
1. Vas a verme por la tele 04:35
2. Canción del científico triste 03:56
3. Hielo 05:31

Existe un sencillo promocional que incluye sólo el tema principal.

## Reediciones
En 2005 se incluyó, en formato CD, en la caja Singles 1993-2004. Todas sus caras A / Todas sus caras B (RCA - BMG). El cofre se reeditó, tanto en CD como en vinilo de 10 pulgadas, por Octubre / Sony en 2015.
- Datos: Q6159742